# 719
719(칠백십구)는 718보다 크고 720보다 작은 자연수다.

## 수학
- 128번째 소수(素數)다. 앞의 소수는 709, 다음 소수는 727이다.
  - 32번째 소피 제르맹 소수로, {\displaystyle 719\times 2+1}의 값인 1439도 소수다. 앞의 소피 제르맹 소수는 683, 다음은 743이다.
  - 21번째 안전 소수(↔ 359)다. 앞의 안전 소수는 587, 다음은 839다.
- {\displaystyle 719=89+97+101+103+107+109+113}
  - 연속하는 소수(素數) 7개의 합으로 나타낼 수 있으며, 이 성질을 지닌 앞의 수는 689, 다음 수는 757이다.

## 과학
- NGC 719(영어판, 독일어판): 양자리 방향에 있는 렌즈형은하.
- 719 알베르트(영어판): 소행성.

## 교통

### 철도
- 동일본여객철도 719계 전동차(일본어판)
- 서울 지하철 7호선 중화역의 역번호.

### 도로
- 오토루트 719호선(프랑스어판): 프랑스의 고속도로 오토루트 71호선(프랑스어판)의 지선도로.
- 현도 제719호선

## 군사
- 719 해군 항공대(영어판): 과거 존재한 영국의 해군 항공대.
- U-719(영어판): 제2차 세계 대전에 사용된 나치 독일의 군용 잠수함.

## 문화유산
- 대한민국의 보물 제719호: 원각류해 권3

## 기타
- 날짜: 7월 19일
- 연도: 719년, 기원전 719년
- 미국의 의류 기업 ‘나이키(NIKE, ナイキ)’의 숫자 고로아와세.